# Raión de Goris
El raión de Dilijan es uno de los cuatro raiones que forman la provincia armenia de Tavush. Se encuentra al sur de la provincia, con una población a fecha de 12 de octubre de 2011 de 23 960 habitantes.
Está formado por las siguientes localidades:
- Dilijan 17 712
- Gosh 1115
- Haghartsin 3791
- Teghut 1342[1]

## Otras localidades
- Akner (Goris)
- Hartashen (Goris)
- Kashuni